# 8451 Gaidai
A 8451 Gaidai (ideiglenes jelöléssel 1977 RY6) a Naprendszer kisbolygóövében található aszteroida. Nyikolaj Sztyepanovics Csernih fedezte fel 1977. szeptember 11-én.